# Kendo
Le kendo (剣道 / 劍道, kendō, littéralement « la voie du sabre ») est la version moderne du kenjutsu (剣術, techniques du sabre), l'escrime au sabre pratiquée autrefois au Japon par les samouraïs. Dans sa version moderne, il faut comprendre que le kendo n'est pas seulement un art martial mais est également un sport de compétition, aujourd'hui largement pratiqué au Japon.
Le kendo ne se résume toutefois pas à un simple ensemble de techniques et de tactiques du combat au sabre. Il comprend également un volet spirituel. Le kendo permet à ses pratiquants de développer leur force de caractère et leur détermination.

## Histoire
« Le kendo est la plus ancienne, la plus respectée et la plus populaire des disciplines modernes du budō » remarque en 1983 Donn F. Draeger, l'un des spécialistes des arts martiaux japonais.

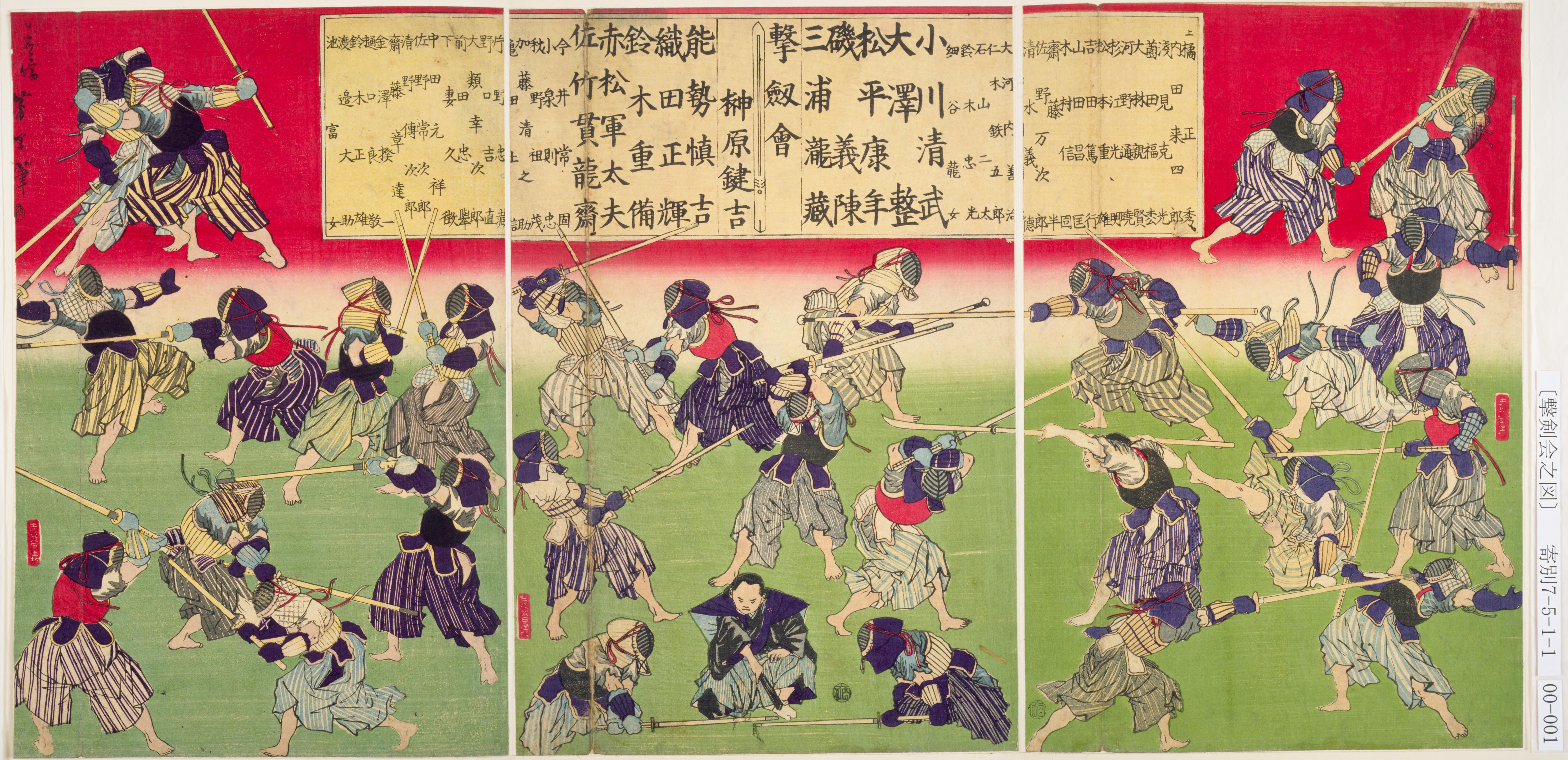
Kendo "Epée" par Yoshitoshi (1873)

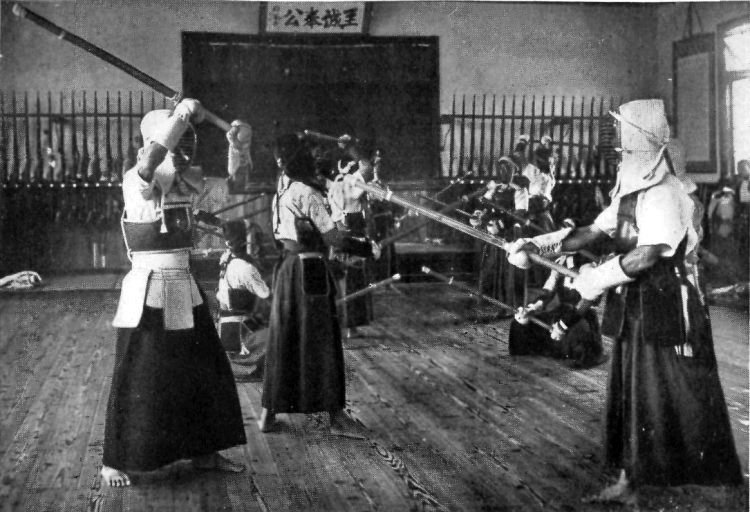
Dans une école d'agriculture au Japon, vers 1920

Après une longue période de guerres et l'unification du pays par le shogun Ieyasu Tokugawa, le Japon entre dans une ère de paix qui durera plus de 260 ans, l'époque d'Edo (1600-1868), au cours de laquelle l'escrime au sabre, le kenjutsu (剣術), qui a perdu sa finalité sur les champs de bataille, continue à être enseignée dans le cadre de la formation de la caste dirigeante, celle des bushi (ou samouraï) : le kenjutsu est l'un des dix-huit arts martiaux que doit pratiquer le bushi. De nombreux traités sur le sabre sont publiés à cette époque au Japon tel le Gorin no shō de Miyamoto Musashi, le Heihō kadensho de Yagyū Munenori ou le Hagakure de Yamamoto Jocho. De « sabre pour tuer » (setsuninto, 殺人刀), le kenjutsu évolue vers « sabre pour vivre » (katsuninken, 活人剣) par l'étude duquel le pratiquant forge sa personnalité. Afin de faciliter la pratique jusque-là limitée à des katas au sabre de bois (bokken) ou au sabre réel, Naganuma Shiro développe au début du XVIIIe siècle le sabre en bambou (shinai) et différentes protections (bogu) afin d'autoriser des frappes réelles pendant les assauts. Parallèlement à l'amélioration du matériel qui prend la forme définitive que nous lui connaissons aujourd'hui peu avant la fin de l'ère Edo, le kenjutsu évolue vers sa forme moderne, le kendo.
À la Restauration de Meiji (1868), le port du sabre est interdit par décret impérial en 1876, la classe des samouraïs est dissoute et les arts martiaux tombent en désuétude avec l'introduction des techniques militaires occidentales. Les arts martiaux, dont le kenjutsu, renaissent toutefois dès 1878 dans les écoles de police et la première fédération d'arts martiaux, la Nihon Butokukai est créée à Kyōto au sein du dojo Butokuden en 1895. Jusque-là appelé kenjutsu, c'est en 1912 qu'il est fait pour la première fois mention du kendo dans la publication des Nihon Kendo no Kata (Kata pour le kendo). L'Occident découvre le kendo dès le XIXe siècle à travers des récits de voyages mais ce n'est qu'en 1899 qu'a lieu la première démonstration de kendo en France à l'occasion de la visite du créateur du judo, Jigoro Kano.
La défaite du Japon en 1945 porte un coup sévère aux arts martiaux japonais en général et au kendo en particulier, responsables selon l'occupant américain de véhiculer une idéologie militariste via le bushido. Le kendo sera ainsi interdit après la guerre, mais sa pratique sportive se poursuivra sous le nom de « compétition au shinai » jusqu'en 1952 date à laquelle se constitue la Fédération Japonaise de Kendo (en) (Zen Nippon Kendo Renmei). À cette occasion, des maîtres sont dépêchés à l'étranger. C'est ainsi que maître Minoru Mochizuki, alors 4e dan de kendo, vient en France. Sous le contrôle de ces maîtres japonais, parfois rivaux, la France commence la pratique du kendo dès le début des années 1950 sous l'égide de la Fédération Française d'Aïkido, Taï-Jitsu et Kendo créée en 1958 par Jim Alcheik, Émile Blanc et Robert Ebgui. Celle-ci organise le premier championnat de France de kendo en 1959.
Au Japon, il fait partie depuis 2012 des disciplines enseignées dans les collèges japonais avec le judo et le sado, mais le nombre de ses pratiquants, 1,2 million de personnes, est jugé en déclin en 2015 .

## Fédération internationale de kendo (FIK)
La Fédération Internationale de Kendo (FIK) a été créée en 1970 par les 17 pays et fédérations fondateurs. En 2006, la FIK comptait 47 membres. Elle a pour but le développement international du kendo et des disciplines associées (Iaido et  Jodo). À ce titre, elle organise les championnats du monde de kendo (World Kendo Championship ou WKC), des stages d'arbitrage, publie des guides et règles pour les compétitions et les passages de grades, dépêche des délégations de professeurs au travers du monde, et des experts pour des séjours plus ou moins longs auprès des fédérations qui en font la demande. Elle organise également des dons de matériel aux fédérations en développement.
Les membres de la FIK sont les fédérations nationales (une par pays) ou régionales dans un certain nombre de cas particuliers (Hawaï, Taiwan, Hong-Kong, Macau, Aruba). La plus importante fédération étrangère après le Japon (environ 1 500 000 licenciés) est celle de la Corée (environ 500 000 pratiquants). En Europe, la plus importante fédération de kendo est la fédération française : le Comité National de Kendo (CNK) de la FFJDA (environ 5 000 membres pratiquants).
Le siège de la FIK se trouve à Tokyo à la Fédération japonaise (ZNKR) et le président en est le président de la ZNKR.
La FIK organise une fois tous les 3 ans les championnats du monde de kendo (WKC) alternativement dans un pays membre des zones Amériques, Asie et Europe. Les premiers championnats du monde ont été partagés entre Tokyo et Osaka en 1970.
Les WKC se composent d'un championnat individuel et d'un championnat par équipes nationales pour les hommes et pour les femmes. Le championnat par équipe homme est la compétition phare qui clôt les WKC.
Les 16e WKC ont eu lieu en mai 2015 à Tokyo et les 17e ont eu lieu à Incheon en Corée en 2018.
Paris a accueilli les championnats du monde 2 fois, en 1985 et 1994.
Depuis 2006, la FIK est membre de SportAccord (Association of International Sports Federations) et à ce titre s'est doté d'une réglementation antidopage.

## CNKDR
En France, le kendo est rattaché à la FFJDA (Fédération Française de Judo, Jujitsu, Kendo et D.A.) via le Comité National de Kendo et Disciplines Rattachées (CNKDR).

## Notions fondamentales

### Généralités

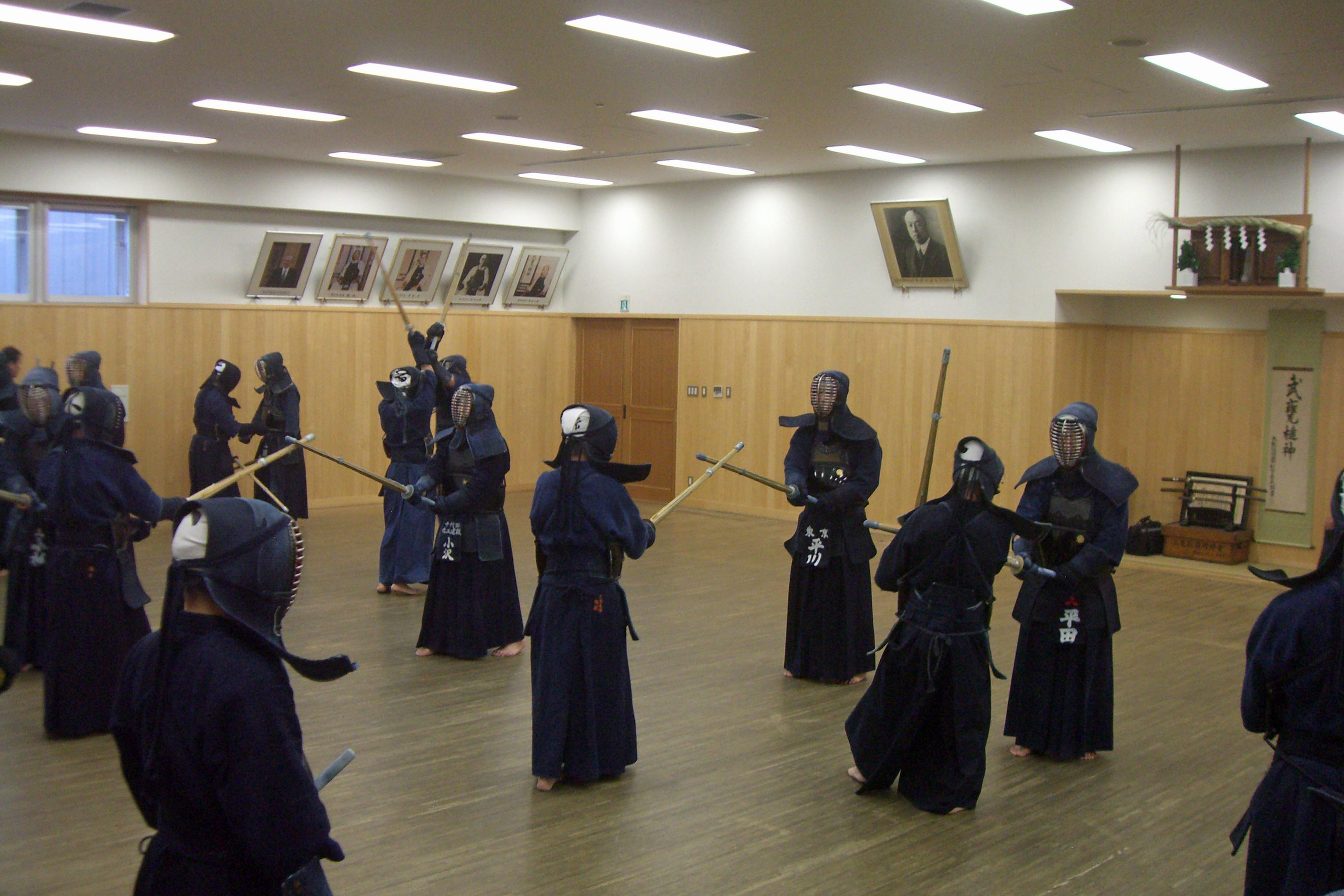
De nos jours dans un dojo à Tokyo

Le kendo est une forme d'escrime au sabre à deux mains où, grâce à l'emploi de matériel adapté (arme en bambou, armure de protection), les assauts sont menés de façon réelle.
Il existe également une pratique à deux sabres appelée nitō (二刀), héritière de l'école à deux sabres (Hyōhō niten ichi ryū), attribuée à Miyamoto Musashi.
Les pratiquants sont appelés kenshi (剣士) ou plus rarement kendoka.
Le kendo est pratiqué aussi bien par les hommes que par les femmes, les entraînements (appelés keiko, 稽古) étant généralement communs. Des compétitions féminines sont organisées, mais il n'est pas rare de constituer des équipes mixtes lors de championnats.
Grâce aux protections et à l'absence de contact physique violent et de chutes, le kendo peut se pratiquer à partir de 5 ou 6 ans et jusqu'à plus de 80 ans.
Le kendo se pratique dans un dojo (道場) : une salle équipée d'un plancher flottant .
Il n'existe pas de catégorie de poids et les pratiquants ne portent aucun signe extérieur de leur grade.

### Ki ken tai no itchi
La notion fondamentale du kendo est le ki ken tai no itchi (気剣体の一致, « l'esprit, le sabre et le corps en un ») ou kikentai itchi, autrement dit l'unité entre :
- l'énergie (ki), qui désigne la détermination dans l'assaut. Le ki se manifeste par le kiai, le cri que pousse le combattant lorsqu'il porte une attaque ;
- le sabre (ken), qui représente le coup porté. Celui-ci doit être délivré avec la partie valable du shinai (datotsu-bu) correctement orienté (le « tranchant » du shinai devant « couper » la partie touchée) sur une partie valable (datotsu-bui) de l'armure de l'adversaire ;
- le corps (tai) qui désigne l'engagement du corps représenté par une frappe du pied avant au sol qui doit être exécutée dans le même temps que la coupe et le kiai.

### Yuko datotsu
Un coup n'est valable en kendo que lorsque le combattant exécute la frappe avec :
- du kiai ;
- de la détermination ;
- une posture adéquate ;
- la partie valable de son shinai (datotsu-bu, 打突部) correctement orienté sur une cible valable (datotsu-bui, 打突部位) de l'adversaire ;
- de la vigilance à la suite de sa frappe (zanshin, 残心).

La frappe valable (yuko datotsu (有効打突)) est sanctionnée par un point (ippon, 一本) en compétition. L'évaluation du ippon par les arbitres est un exercice difficile. C'est pourquoi ces derniers sont au nombre de 3 et doivent être eux-mêmes des pratiquants expérimentés de haut niveau.

### Kiai
Le kiai est un cri obtenu par une forte expiration ventrale. Il permet de libérer les efforts au moment de l'assaut.
En kendo, on enseigne aux débutants à crier le nom de la partie visée par la frappe (kote, men, do) pour développer le kiai. Au fil de la progression, le cri sera remplacé par un kiai plus personnel.
Dans les katas, les coups ne sont pas systématiquement accompagnés d'un kiai, mais le dernier coup est traditionnellement accompagné de « Ya ! » (uchidachi) et de « To ! » (shidachi).

### datotsu-bui

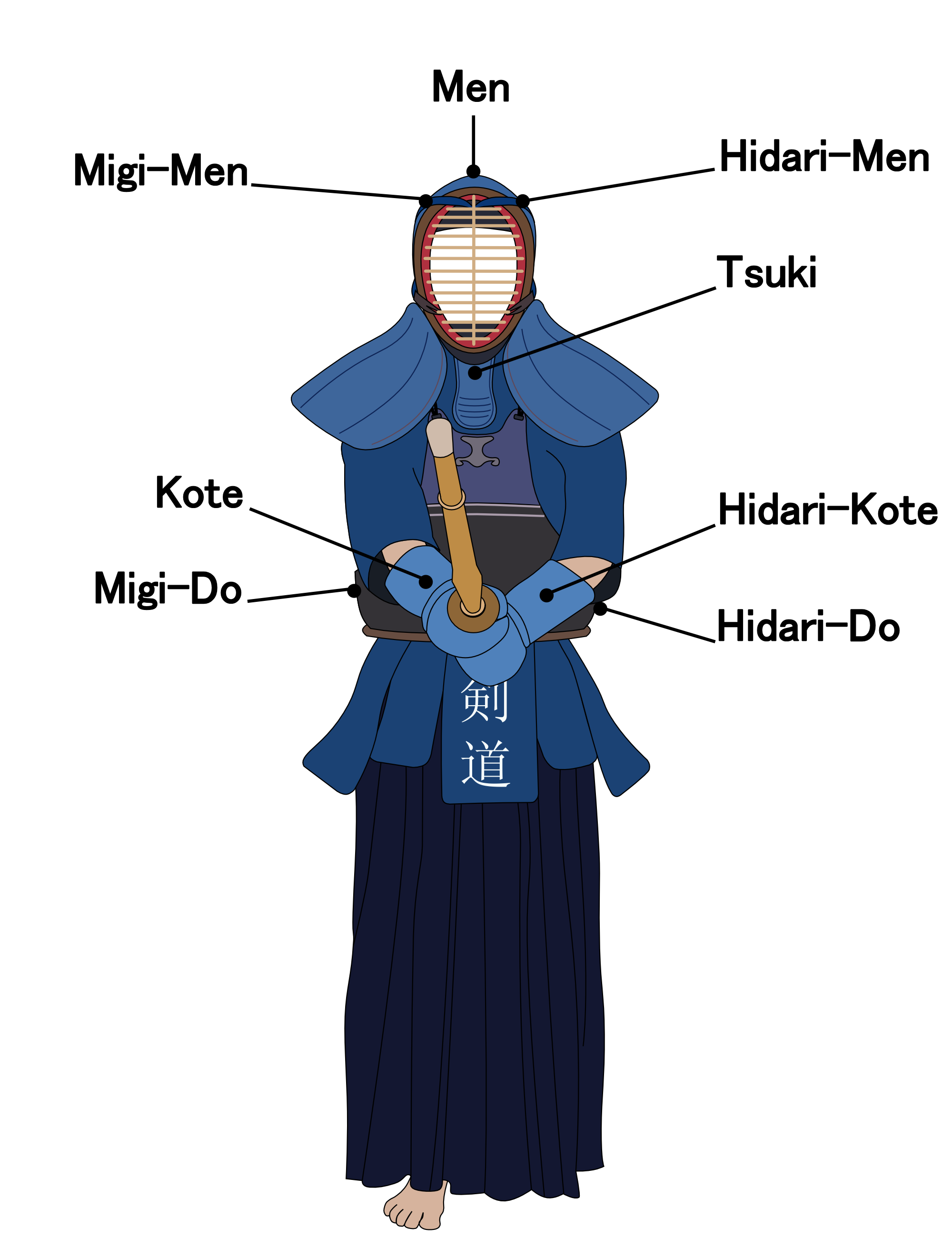
Les cibles, ou datotsu-bui

En kendo, par convention pour une pratique sportive, seules certaines parties du corps (appelées datotsu-bui) doivent être touchées pour que le coup soit considéré comme valable.
Les quatre datotsu-bui sont : la tête (men), les poignets (kote), les flancs (dō) et la gorge (tsuki). Certaines de ces datotsu-bui peuvent comprendre une variante à droite (migi), ou à gauche (hidari), également valables, sauf en ce qui concerne le kote où le seul datotsu-bui valable est migi-kote sur un partenaire en garde chudan (migi-kote et hidari-kote sont des frappes valables sur un partenaire en garde jodan).

### Gardes

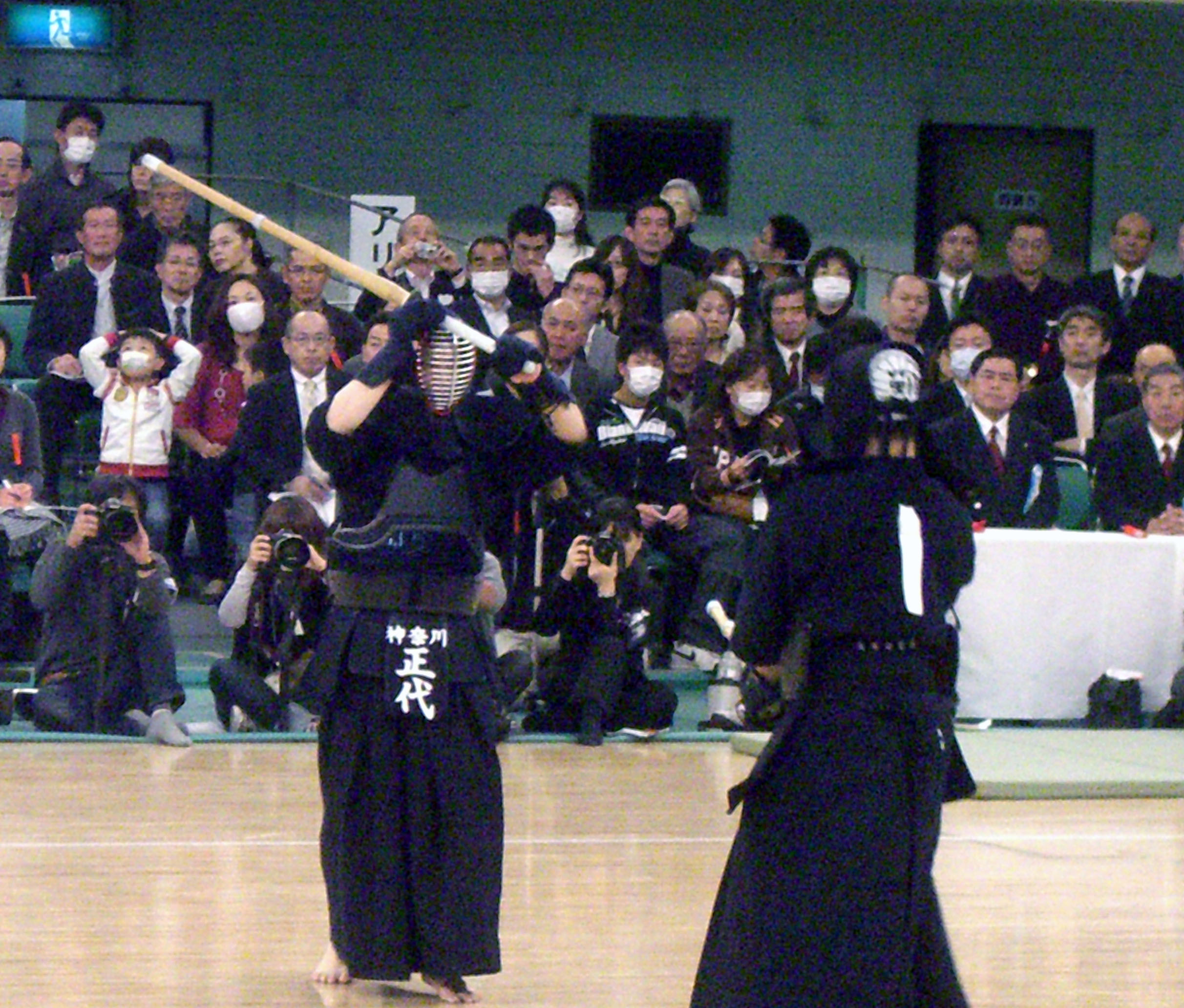
Combattant de gauche en garde haute (jodan)

Les combattants se font face en tenant le shinai à deux mains (la main droite près de la garde et la main gauche à l'extrémité de la poignée) pointe vers la gorge ou l'œil gauche de l’adversaire. Cette garde fondamentale (appelée chudan no kamae) permet de frapper en avançant d'un seul pas (issoku itto).
Il existe également d'autres gardes :
- La garde haute à gauche, dans laquelle le pratiquant tient son shinai au-dessus de sa tête (jodan no kamae ou hidari jodan no kamae), pied gauche en avant.
- La garde haute à droite (migi jodan no kamae), identique à la précédente mais dans laquelle le pied droit est en avant.
- La garde basse (gedan no kamae), semblable à la garde fondamentale, mais avec la pointe du shinai baissée au niveau des genoux de l'adversaire.
- La garde hasso no kamae, dans laquelle le combattant tient le sabre vertical sur le côté droit, la garde (tsuba) à la hauteur des lèvres.
- La garde waki kamae ou waki gamae, dans laquelle le combattant dissimule son sabre derrière lui, empêchant son adversaire d'en évaluer la longueur.

Si toutes ces gardes sont étudiées dans les katas, seules les deux premières (chudan no kamae et jodan no kamae) sont utilisées en compétition.
Pour la pratique à 2 sabres (nito), le combattant tient un shinai dans chaque main : un long et un court. Il existe de nombreuses variantes de cette garde selon que le shinai long est tenu de la main gauche ou de la main droite, selon la position des shinai (au-dessus de la tête ou non) et celle des pieds.
En compétition, les pratiquants nito sont beaucoup plus rares.

## Équipement

### Armes
- Le katana (刀)est le sabre qu'utilisaient les samouraïs. Aujourd'hui, leur fabrication est réglementée par le gouvernement japonais sur le plan de la qualité et de la quantité. Ceux-ci ne sont aujourd'hui utilisés que pour le iaidô. Pour les katas de kendo, on utilise parfois, lors des démonstrations, des sabres équipés de lames factices non tranchantes appelés habiki.

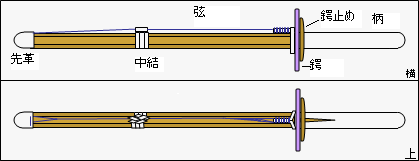
Schéma d'un shinai

- Le shinai/shinaï (竹刀) est un sabre composé de quatre lattes de bambou attachées entre elles. Le shinai représente le katana et, à ce titre, est censé posséder un tranchant, la partie opposée au fil (tsuru) qui maintient l'assemblage du shinai. Les coups valables doivent être portés avec ce tranchant correctement orienté (notion de hasuji, 刃筋). La longueur et le poids du shinai varient avec la catégorie (homme/femme, enfant/adolescent/adulte) du pratiquant. Dans la pratique à 2 sabres (nito, 二刀), le combattant utilise 2 shinai de longueur différente. Il existe également des shinai en matériaux composites (fibre de carbone). Plus résistants, ils nécessitent moins d'entretien que les shinai en bambou[N 5]. Le shinai doit être, dans un souci de prévention des accidents, correctement entretenu. Pour cela, il doit être inspecté avant chaque utilisation et si besoin est, démonté afin de poncer ou de changer une lame abimée.
- Le bokutō (木刀) ou bokken (木剣) est une version en bois du katana. D'aspect, il est plus proche de ce dernier que le shinai. Il était autrefois utilisé pour l'entraînement, mais il a aujourd'hui été remplacé par le shinai. Le bokutō reste toutefois employé pour l'exécution des katas.

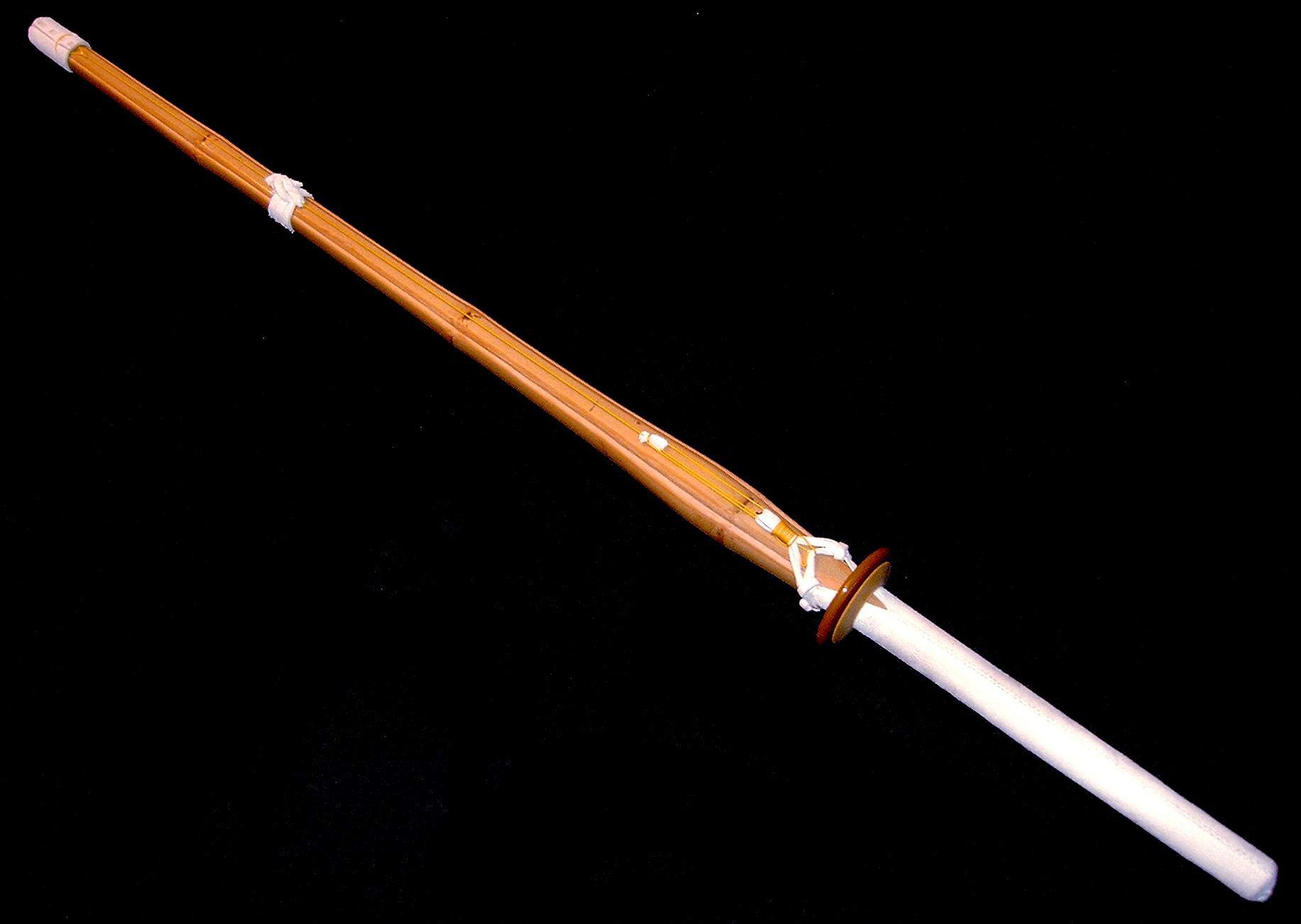
Shinai (竹刀)
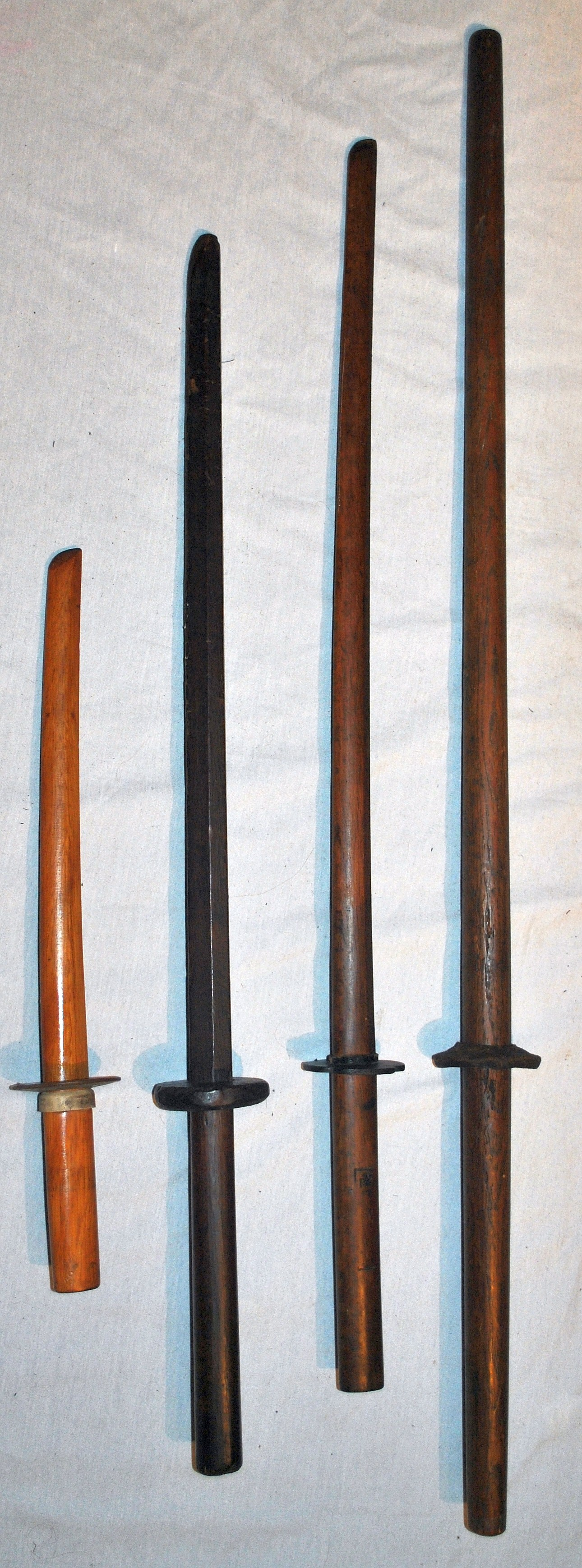
Bokutō (木刀)

### Armure

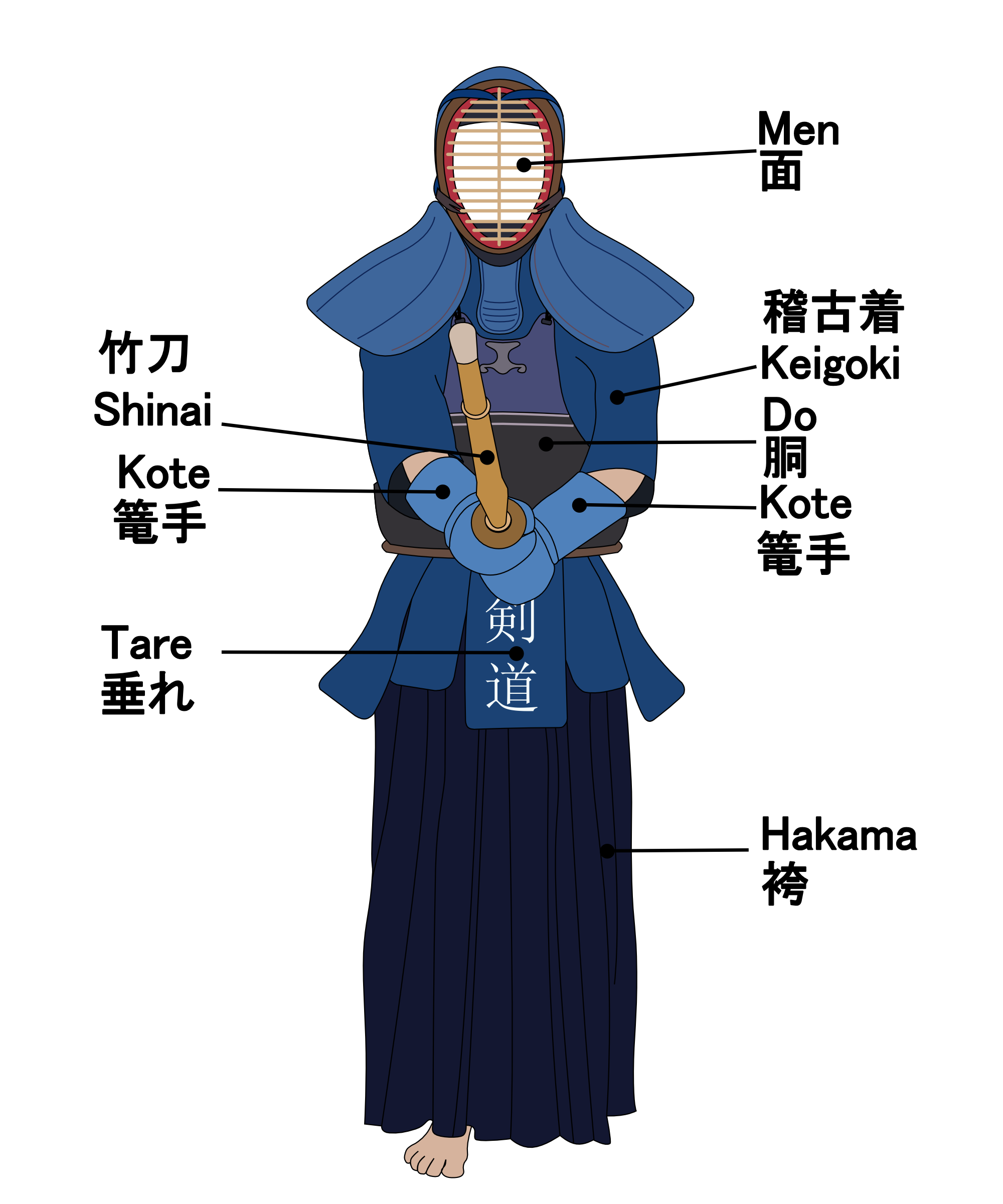
Composants de l'armure

Le kendo-gu (aussi appelé bogu) est l'armure protégeant principalement les parties du corps visées et limitant ainsi, tout comme le shinai, les risques de blessures lors de l'entraînement ou des combats. Il se compose des éléments suivants :
- Men (面) : masque pourvu d'une grille métallique couvrant le visage et la tête, les épaules et la gorge, porté par-dessus le tenugui, un tissu de coton[6].
- Kote (甲手) : gants protégeant les poignets et une partie des avant-bras.
- Do (胴) : plastron protégeant le ventre au niveau des côtes et qui remonte jusqu'à la poitrine.
- Tare (垂) : protection couvrant le bas-ventre et le haut des cuisses.

Sur la pièce centrale du tare est enfilé un sac en tissu appelé zekken, portant le nom du kenshi, ainsi que d'autres indications (drapeau national, dojo ou club d'appartenance, etc.). Cette identification est retirée lors des examens de passage de grades.
Les parties souples de l'armure sont constituées de pièces de tissu en coton rembourrées, surpiquées et renforcées par des pièces de cuir (le plus souvent en daim) ou en matières synthétiques, le tout de couleur indigo.
La grille du men (mengane) est réalisée en métal (duralumin, inox ou titane) ou en céramique.
Le do est traditionnellement constitué de lattes de bambou recouvertes de cuir et laqué. De nos jours, d'autres matériaux (plastique, fibre de carbone, etc.) sont également employés. La partie supérieure du do protégeant la poitrine est en cuir ou en matières synthétiques.

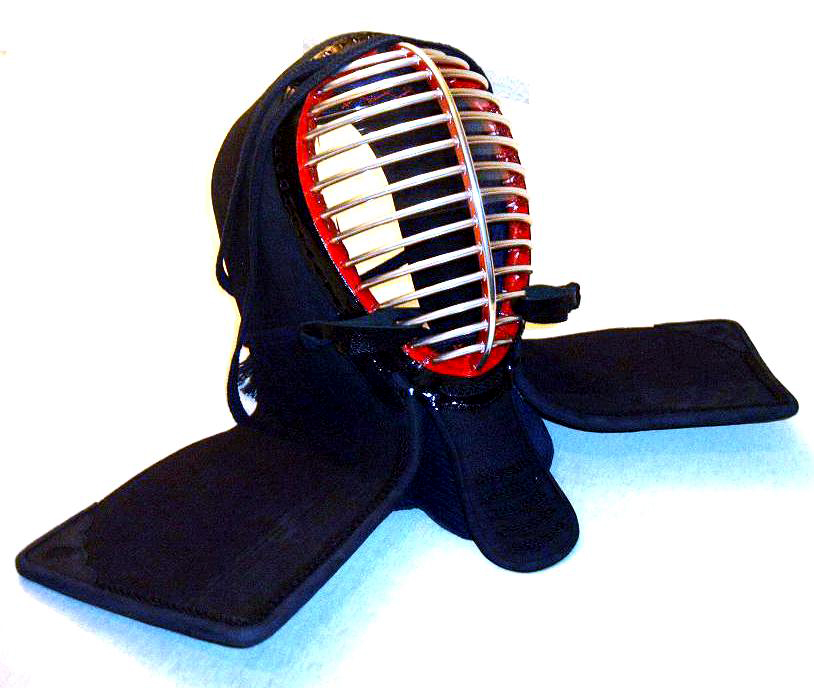
Men (面) (?)
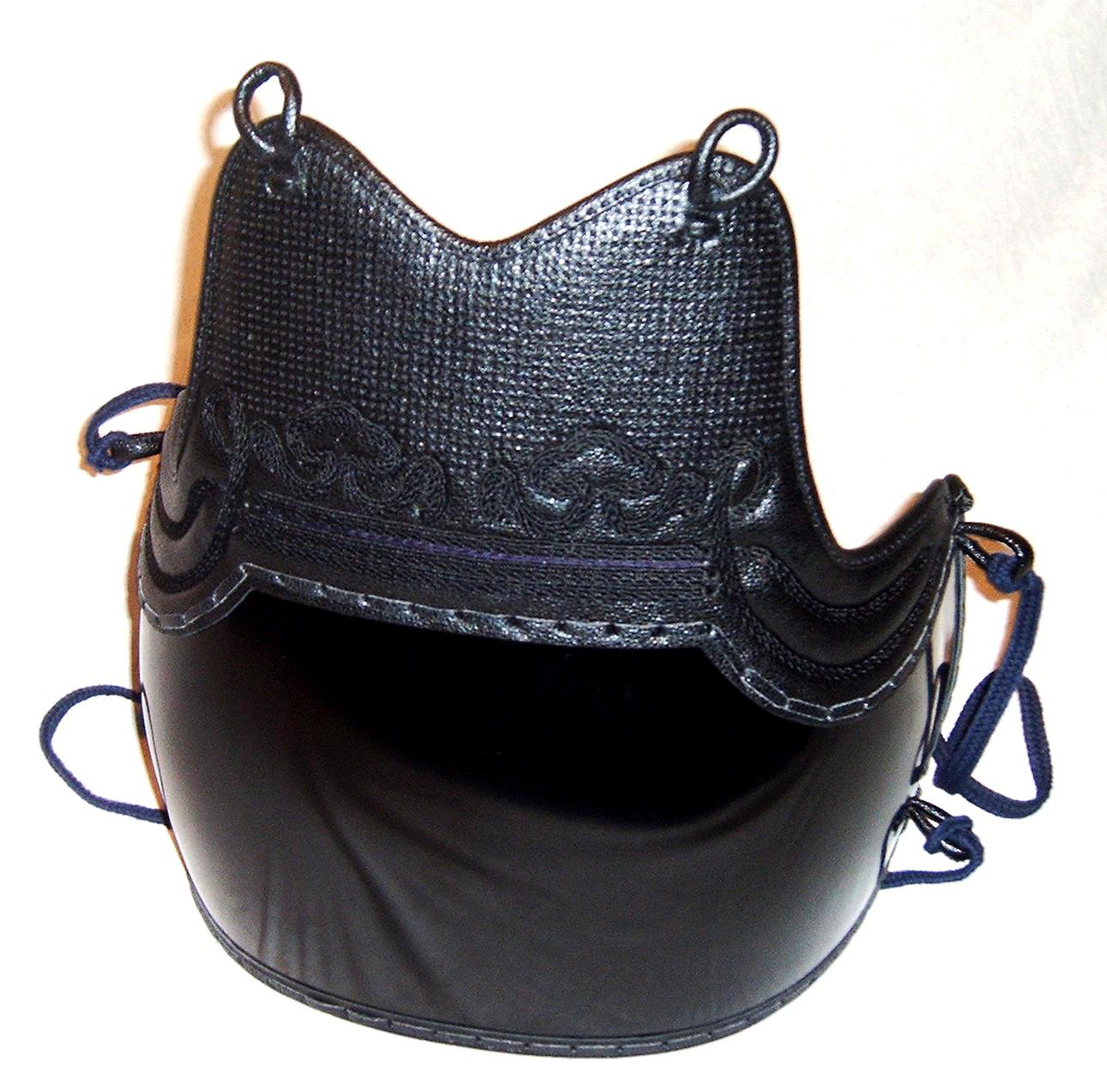
Dō (胴) (?)
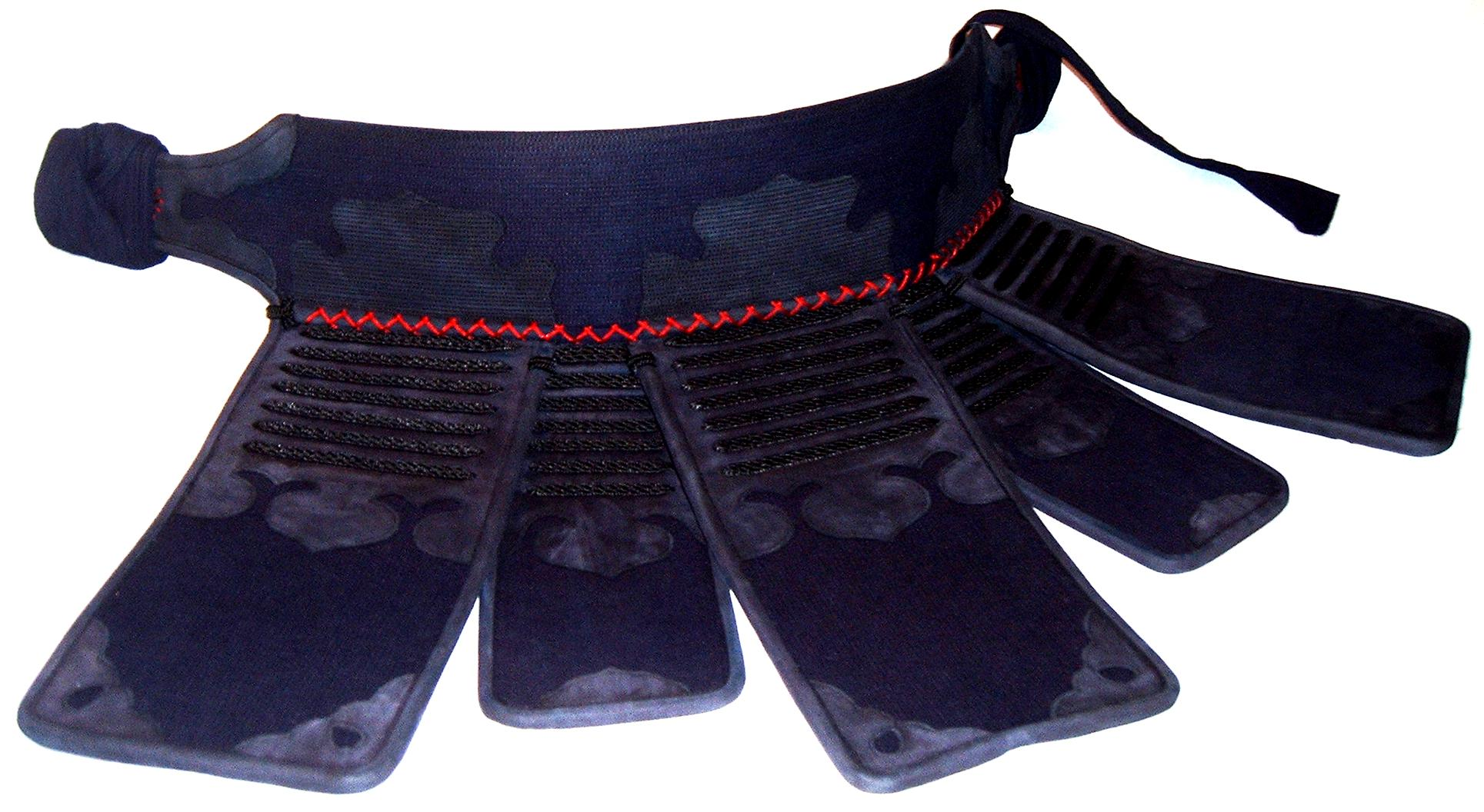
Tare (垂れ) (?)
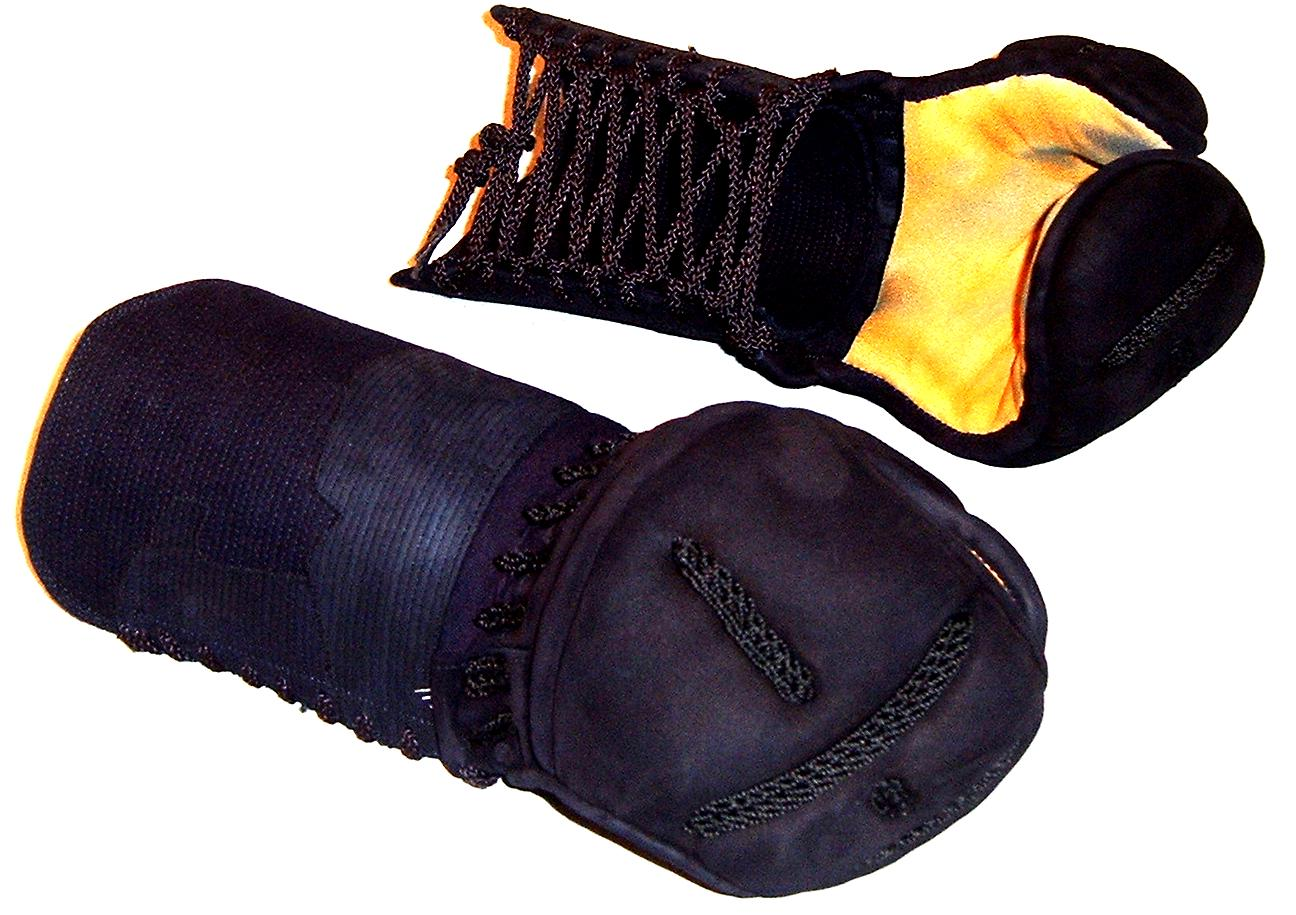
Kote (小手) (?)
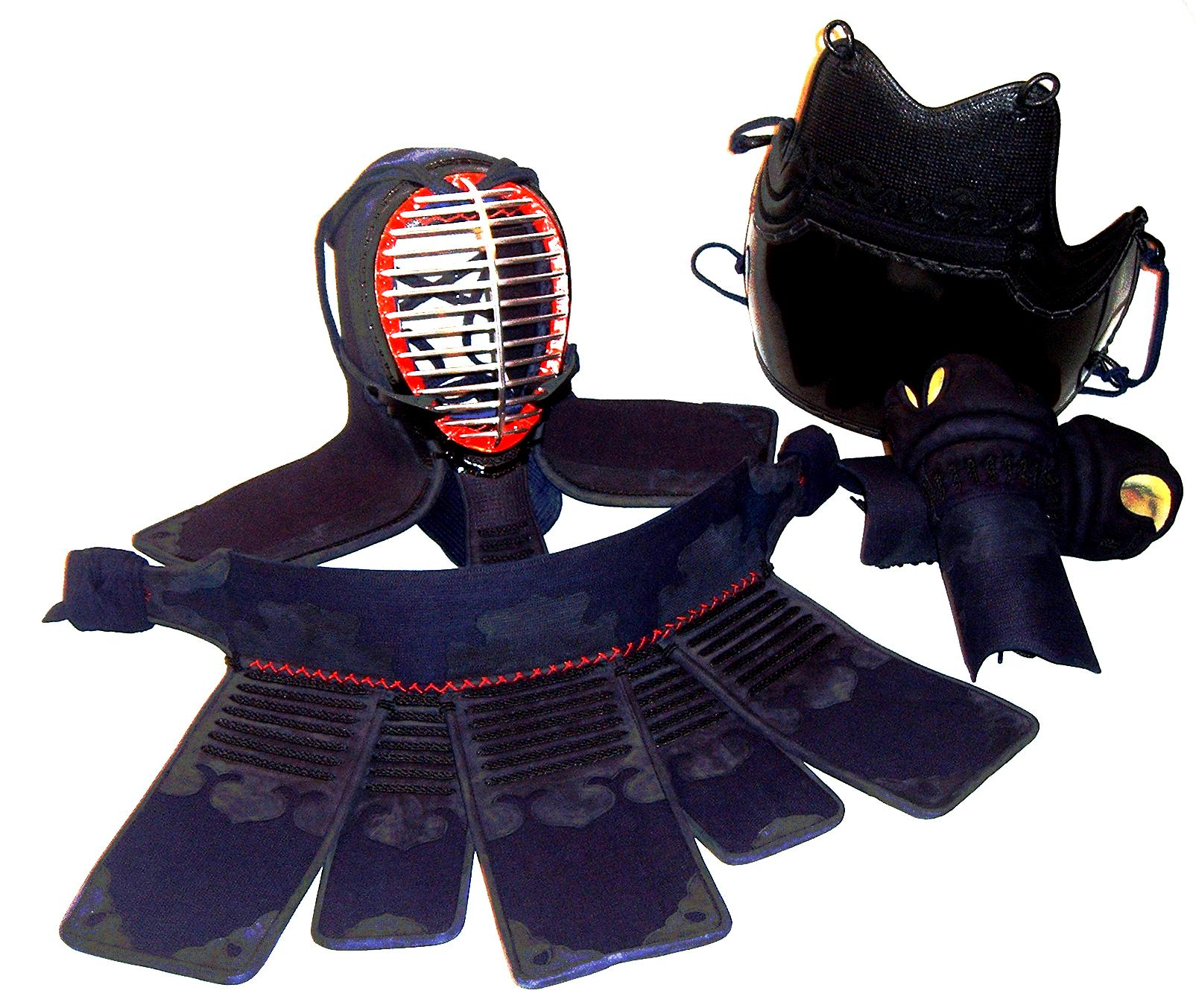
Bogu de kendo

### Vêtements
Les vêtements traditionnels sont le hakama (pantalon-jupe) et le kendo-gi (veste). En coton (mais aussi en matières synthétiques), ceux-ci sont généralement de couleur indigo. Les extraits végétaux utilisés pour la teinture ont des propriétés styptiques. Des tenues de couleur blanche sont utilisées pour des raisons économiques (enfants) mais aussi pour symboliser la pureté de l'esprit (cette tenue est le plus souvent portée par certains maîtres, des femmes, des pratiquants du dojo de la police impériale, etc.).
En kendo, le grade du pratiquant n'apparaît pas sur ses vêtements.

## Discipline de l'esprit
Le kendo n'est pas qu'une discipline physique. Sa pratique requiert la maîtrise de « katas » (combats codifiés), et de l'étiquette s'appliquant au dojo. Le kendo est un art qui exige une discipline de l'esprit.

### Katas
Les katas (aussi appelés kendō no kata ou nihon kendō kata) sont des enchaînements précis de techniques sous une forme entièrement codifiée (y compris les saluts), synthèse de différentes écoles anciennes. Créés en 1912 par un comité d'experts, ils se composent de dix séquences codifiées de combat entre deux partenaires (appelés uchitachi et shitachi), sept avec le bokken ou bokutō (sabre long) et trois pour lesquels shitachi utilise un kodachi (sabre court).
Dans la réalisation des katas, l'un des partenaires joue le rôle d'attaquant (uchitachi) et l'autre conclut l'action (shitachi).
L'objectif du kata est l'exécution fluide sans faille des techniques et l'accent est mis sur la qualité et l'authenticité de l'exécution. Pour cette raison, les katas se révèlent très pédagogiques pour se perfectionner dans l'exécution des différentes techniques.
Il existe également depuis 2001 une série de 9 katas éducatifs appelée « méthode d’entraînement aux techniques fondamentales de kendo avec un bokutō », destinée à l'enseignement des techniques de base. L'acquisition de ces katas permet aux débutants d'acquérir les techniques fondamentales, d'avoir un aperçu de techniques plus évoluées mais aussi de se préparer à l'apprentissage des kendō no kata (voir plus haut). Au Japon, leur connaissance est requise pour les examens de passage de grades du niveau kyu (avant le premier dan).

### Étiquette
« Le kendo commence et se termine par un salut. » Cette règle fondamentale enseignée dans tous les dojos souligne l'importance de l'étiquette qui fait totalement partie de la pratique du kendo.
Les saluts (en début et fin de cours, en début et fin de combat), la façon de s'aligner dans le dojo, la manière de s'équiper, de tenir le shinai hors combat, etc., font l'objet d'un ensemble de conventions dont l'origine remonte à l'époque des samouraïs et dont le détail peut quelquefois varier selon les professeurs et les dojos.
L'étiquette exprime le respect et la gratitude envers les autres pratiquants et les professeurs, mais aussi envers le dojo et le matériel.

## Grades et titres

### Hiérarchie
Il existe 2 classements : un pour les débutants, et un pour les pratiquants confirmés. Pour les débutants, les grades vont du 6e  au 1er kyu (le plus élevé) ; pour les confirmés, du 1er au 8e dan.
Parallèlement aux dans, il existe une échelle de titres d'enseignants : renshi, kyoshi et hanshi, le titre de hanshi (« maître ») étant le plus élevé. Les titres sont délivrés sur examen écrit mais le candidat doit remplir un certain nombre de conditions, dont le grade : 6e dan au moins pour renshi, 7e dan pour kyoshi et 8e dan pour hanshi.

### Passage de grade
Les grades sanctionnent la réussite à un examen comprenant un exercice technique, le kiri-gaeshi, deux combats avec deux candidats différents, et une épreuve de katas où, selon le grade présenté, le candidat devra réaliser une partie ou la totalité des katas de kendo.
Le jury est constitué d'examinateurs dont le nombre (4 ou 6) et le grade (minimum 5e dan) est fonction du grade présenté. Le grade est octroyé à la majorité des voix du jury.
En France, outre un âge minimum de 13 ans et le fait de pouvoir justifier de 3 licences pour le premier dan, la condition principale pour présenter un grade est l'ancienneté dans le grade acquis.

## Combats et arbitrage

### Règles générales

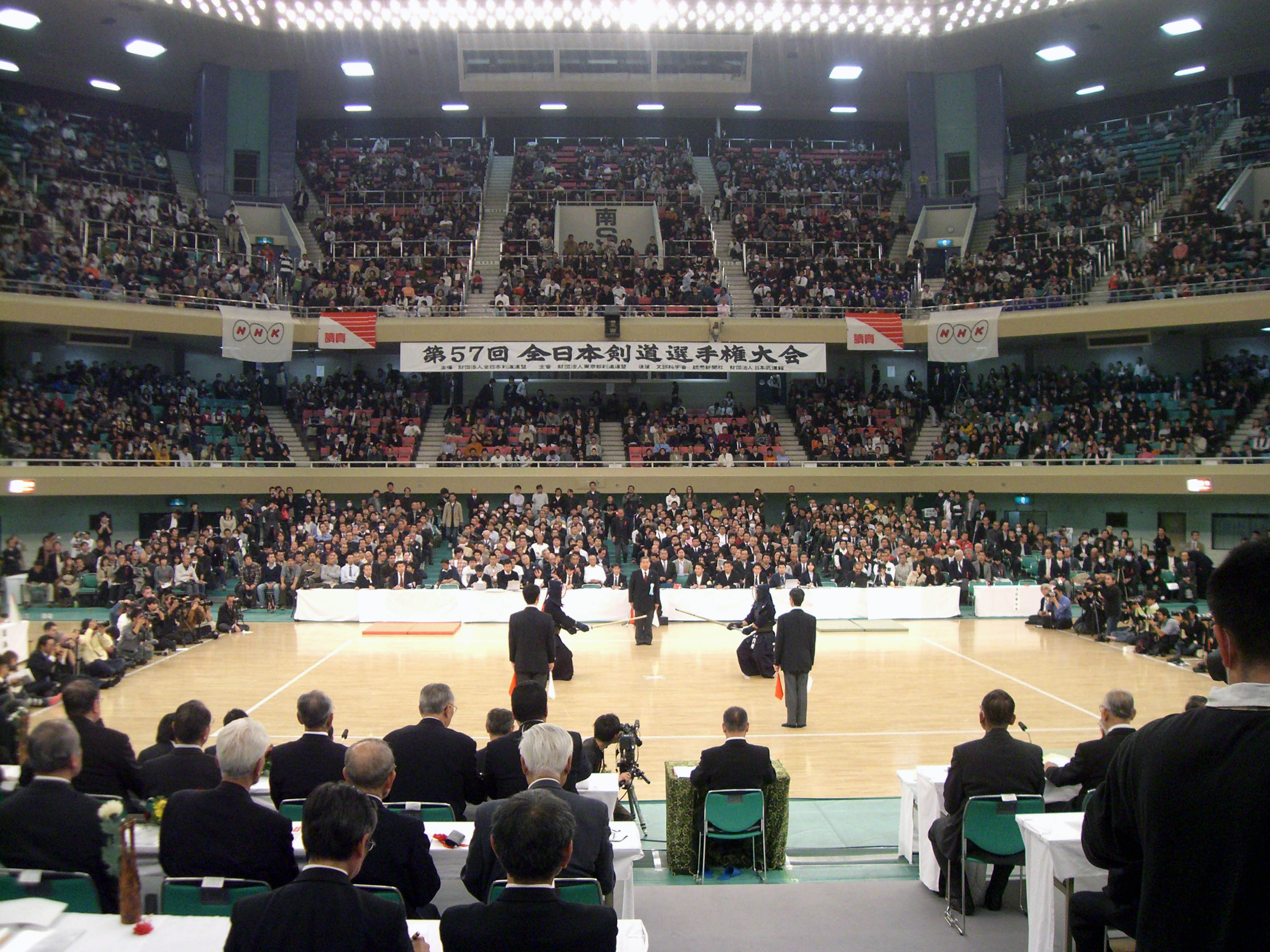
57e championnats du Japon, le 3 novembre 2009.

Au terme des règles internationales, les combats ou shiai se jouent en trois points maximum (sanbon shōbu), sur une durée de cinq minutes à l'intérieur d'une aire de combat (shiai-jō) de 9 à 11 m de côté. Le vainqueur est le premier à marquer deux points avant la fin du temps réglementaire, ou celui qui a marqué un point à la fin du temps. En cas d'égalité et en match individuel, une prolongation (enchō) a lieu, sans limite de temps, jusqu'à ce qu'un des combattants marque un point.
Les sorties du shiai-jō, la perte du shinai, les comportements violents ou inadaptés, sont sanctionnés par un avertissement (hansoku). Deux hansoku donnent un point à l'adversaire.
Ces règles générales peuvent être adaptées (notamment la durée) selon les formules de compétition et l'âge des compétiteurs.

### Combat par équipe
En combat par équipe, les match nuls à la fin du temps réglementaire ne donnent pas lieu à prolongation, mais un combat supplémentaire peut avoir lieu entre des représentants des deux équipes à l'issue des combats si les équipes sont à égalité.

### Arbitrage
En compétition, l'arbitrage est assuré par trois arbitres. L'arbitre tient un drapeau dans chaque main : un drapeau rouge et un drapeau blanc. Chacun des combattants porte attaché au dos un ruban (tasuki) de couleur rouge pour l'un et blanc pour l'autre.
Un des arbitres est l'arbitre principal, ou arbitre central (shushin), et les deux autres (fukushin) l'assistent. Ils forment à eux trois un triangle autour des deux combattants afin qu'il y ait toujours au moins 2 arbitres qui soient en position pour voir les détails du combat.
C'est le shushin qui donne les ordres de début et de fin des combats, annonce les points et donne les avertissements.
Pour qu'un point (ippon) soit accordé, deux arbitres au moins doivent lever le drapeau de la couleur du combattant qui a marqué le point.